# Onychostruthus taczanowskii
Onychostruthus taczanowskii là một loài chim thuộc Họ Sẻ (Passeridae), và là loài duy nhất thuộc chi Onychostruthus.. Đôi khi loài này được đặt trong chi Montifringilla. Loài này được tìm thấy ở Tây Tạng và trung bắc Trung Quốc. Môi trường sống tự nhiên của chúng là vùng đá trên núi.